# 唐菲爾德 (丹地)
唐菲爾德（英語：Downfield）是位於蘇格蘭邓迪北部的地方，西面是聖瑪麗斯和阿爾德勒，東面是柯克頓。這處曾經擁有一個火車站巴爾多文站。